# Ivo Senjanović (1917.)
Ivo Senjanović (Split, 4. Svibnja 1917. – Split, 15. Veljače 2005.), bio je hrvatski prijeratni komunist, sudionik narodnooslobodilačke borbe, šef opunomoćstva splitske Ozne, gradonaćelnik Splita (1952. - 1955.) te visoki partijski funkcionar u socijalističkoj Jugoslaviji.

## Biografija
Rođen je u Splitu, u rodnom je gradu završio pučku (osnovnu) školu I srednju tehničku školu, brodarski smjer. Tijekom 1930-ih bio je aktivan u omladinskim organizacijama, da bi 1935. bio primljen u SKOJ, a 1939. primjeljen u KPJ, da bi iduće, 1940., bio izabran za sekretara Partijske komisije za sindikalna pitanja pri Pokrajinskom komitetu (PK) KPH za Dalmaciju.
Početak Drugog svjetskog rata, okupacija Kraljevine Jugoslavije I uspostava NDH, zatekli su ga u Splitu, gdje je uhićen, još za vrijeme Banovine Hrvatske, kao sindikalni funkcionar, te su ga ustaše preuzeli u kaznionici u Lepoglavi, odakle je prebačen u kaznionicu u Gospiću, gdje je svjedočio masovnim ubojstvima Srba I Židova, te je kasnije prebačen u logor Danica pokraj Koprivnice.
Nakon završetka Drugoga svjetskog rata u Jugoslaviji, u svibnju 1945., radi u Ozni, te je nakon rata nekoliko godina bio postavljen na dužnost šefa opunomoćstva Ozne za Split, kao predsjednik NOO Split.
Kasnije je u socijalističkoj Jugoslaviji, tijekom 1950-ih, bio član CK SKH I sekretar Kotarskog komiteta (KK) Split, te predsjednik NO kotara Split, danas gradonačelnik (1952. - 1955.), da bi potom tijekom 1960-ih, bio imenovan Predsjednikom Komisije za vjerska pitanja SR Hrvatske, te kasnije biran za poslanika Saveznog vijeća Savezne skupštine SFRJ u Beogradu, nakon čega odlazi u mirovinu.
Pojavljuje se kao svjedok optužbe, tijekom kaznenog postupka za ratne zločine vođenog protiv Andriji Artukoviću, tijekom 1986., red Okružnim sudom u Zagrebu.
Umro je u Splitu, 15. Veljače 2005., pokopan je na gradskom groblju Lovrinac.